# Нова Хелмжа
Нова Хелмжа (пол. Nowa Chełmża, нім. Neu Kulmsee) — село в Польщі, у гміні Хелмжа Торунського повіту Куявсько-Поморського воєводства.
Населення — 308 осіб (2011).
У 1975-1998 роках село належало до Торунського воєводства.

## Демографія
Демографічна структура станом на 31 березня 2011 року:
|          | Загалом | Допрацездатний вік | Працездатний вік | Постпрацездатний вік |
| -------- | ------- | ------------------ | ---------------- | -------------------- |
| Чоловіки | 165     | 34                 | 120              | 11                   |
| Жінки    | 143     | 31                 | 90               | 22                   |
| Разом    | 308     | 65                 | 210              | 33                   |